# Muzeum Regionalne Towarzystwa Miłośników Ziemi Trzebnickiej w Trzebnicy
Muzeum Regionalne Towarzystwa Miłośników Ziemi Trzebnickiej w Trzebnicy – muzeum położone w Trzebnicy. Placówka jest prowadzona przez Towarzystwo Miłośników Ziemi Trzebnickiej, a jego siedzibą (od 2008 roku) są pomieszczenia trzebnickiego ratusza.
Początki muzealnictwa w Trzebnicy sięgają 1979 roku, kiedy to z inicjatywy Towarzystwa zorganizowano Izbę Pamięci Narodowej, której siedzibą był budynek ratusza. Jako Izba placówka działała do 1990 roku, kiedy to - m.in. dzięki zaangażowaniu prezesa TZMT, Jerzego Bogdana Kosa - została przekształcona w Muzeum. W placówce eksponowano pamiątki z okresu XX wieku oraz kopie dokumentów historycznych. W 1998 roku muzeum zmieniło siedzibę, przenosząc się do XVIII wiecznej kamienicy „Pod Złotym Słońcem” przy Rynku 8. Wówczas też muzeum wzbogaciło się o eksponaty pochodzące z wykopalisk, prowadzonych przez prof. Jana Burdukiewicza w okolicach Winnej Góry, gdzie odkryto stanowiska pobytu homo erectus, datowane na okres sprzed 500 tysięcy lat. Od 2008 roku placówka ponownie mieści się w trzebnickim ratuszu. 

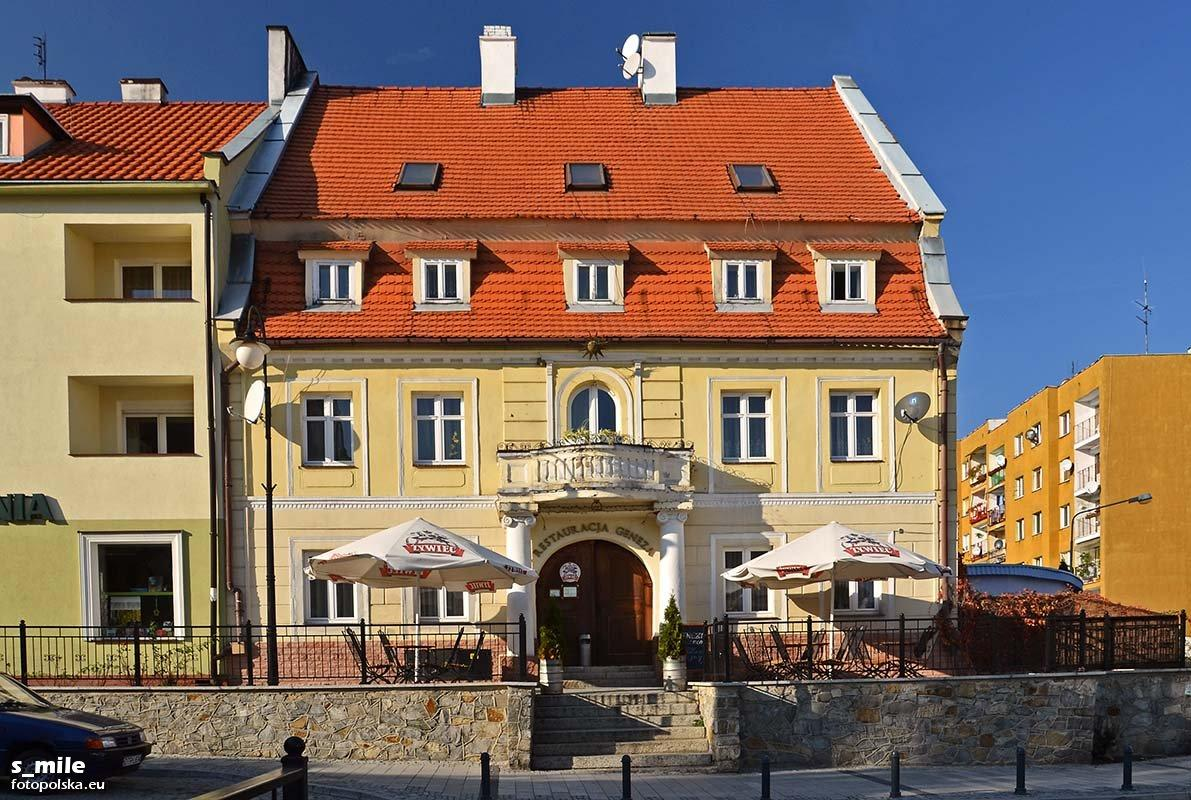
Kamienica przy Rynku 8 - siedziba muzeum w latach 1998-2008

Aktualnie prezentowane wystawy stałe obejmują zbiory historyczne i archeologiczne. Ponadto eksponowane są zbiory wypożyczone z Muzeum Archeologicznego we Wrocławiu.
Muzeum jest obiektem całorocznym, czynnym we wtorki, czwartki i soboty.